# Coleocentrus lineacus
Coleocentrus lineacus là một loài tò vò trong họ Ichneumonidae.